# Barbara Wirth
Barbara Wirth (München, 16 september 1989) is een Duits alpineskiër. 
In 2014 nam Wirth voor Duitsland deel aan de Olympische Winterspelen in Sotsji op de onderdelen slalom en reuzenslalom.
In 2016 stopte Wirth met skiën.